# LG Optimus 4X HD
LG Optimus 4X HD P880 — первый в мире смартфон с 4-ядерным процессором на базе операционной системы Google Android версии 2.3, производится компанией LG с 2012 года. Телефон имеет экран размером 4.7 дюйма и разрешением 1280x720 точек. Камера имеет разрешение 8.0 мегапикселей (максимальное разрешение 3264x2448). 
Устройство LG Optimus 4X оснастили чипсетом NVIDIA Tegra 3 (AP33H). В нем используется четырехъядерный процессор Cortex-A9 с тактовой частотой 1.5 ГГц. Его архитектура – ARMv7, техпроцесс 40 нм, кэш L2 – 1 МБ, кэш L1 – 32 КБ. Графический ускоритель – ULP GeForce (12 ядер), поддерживает OpenGL ES 2.0, OpenVG 1.1 и EGL 1.4
Предыдущим собратом и флагманом, но с 2-ядерным процессором, а также первым 2-ядерным смартфоном в мире был LG Optimus 2X.

## Характеристики LG Optimus 4X HD

### Общие данные
- Дата выпуска: 2012 г (2-й квартал)
- Сеть: GSM / GPRS / EDGE 850 / 900 / 1800 / 1900
- 3G-интернет: HSPA+ 21 Мб/c, UMTS (WCDMA)
- Процессор: NVIDIA TEGRA 3 1500 МГц с архитектурой 4-PLUS-1
- Память: 1 Гб ОЗУ, 16 ГБ ПЗУ
- Поддержка карт памяти: microSD (TransFlash), microSDHC
- Макс. объём карты памяти: 64 GB
- Поддержка 3D Stereo
- Модель графического чипа: ULP GeForce
- Операционная система:Android 2.3.6(Gingerbread)

### Корпус
- Материал: пластик
- Тип корпуса: моноблок
- Цвета корпуса: чёрный/белый
- Встроенная антенна
- Высота: 132.4 мм
- Ширина: 68.1 мм
- Толщина: 8,9 мм
- Вес: 133 гр

### Аккумулятор
- Тип батареи: Li-Ion
- Ёмкость: 2150 mAh
- Время в режиме разговора: 9 часов (2G) / 10 часов (3G)
- Время в режиме ожидания: 730 часов (2G) / 680 часов (3G)
- Зарядка: от USB (5 В, < 1 А — медленная зарядка / 5 В, 1.2 А — быстрая зарядка)

### Дисплей
- Технология экрана: IPS
- Разрешение: 720x1280 px (WXGA)
- Плотность пикселей: 313 ppi
- Количество цветов: 16 млн цветов
- Диагональ: 4.7 "
- Сенсорный экран: ёмкостный, мультитач (до 10 касаний)
- Защитное стекло: Gorilla Glass

### Аудио
- MP3 на звонок
- Виброзвонок
- Голосовой набор
- Голосовое управление
- Громкая связь
- Диктофон
- FM-радио
- MP3-плеер
- Dolby Headphone

### Фото / видео
- Разрешение основной камеры: 8 Mpx (Запись Full HD видео)
- Разрешение передней камеры: 1.3 Mpx
- Вспышка: светодиодная
- Автофокус
- Geo Tagging
- Макс. разрешение видео: 1920 x 1080
- Макс. кадров в секунду: 30 (FPS)

### Передача данных
- HTML-браузер (HTML5, Adobe Flash)
- GPRS
- EDGE
- HSDPA
- HSUPA
- WiFi: 802.11 a*/b/g/n
- Wi-Fi Direct
- DLNA
- Bluetooth: 4.0 BLE, HS
- Стерео Bluetooth (A2DP)
- AVRCP

### Входы / выходы
- Разъем для ПК: microUSB
- Аудиовыход: 3,5 мм
- Разъём HDMI через переходник MHL

### Дополнительно
- GPS
- A-GPS
- Цифровой магнитный компас
- Гироскоп
- Акселерометр (G-Sensor)
- Датчик освещённости
- Датчик приближения
- LG NFC tag (2-3 шт в комплекте)